# IS-7
 (juillet 2021).
La mise en forme du texte ne suit pas les recommandations de Wikipédia : il faut le « wikifier ».
Les points d'amélioration suivants sont les cas les plus fréquents :
- Les titres sont pré-formatés par le logiciel. Ils ne sont ni en capitales, ni en gras.
- Le texte ne doit pas être écrit en capitales (les noms de famille non plus), ni en gras, ni en italique, ni en « petit »…
- Le gras n'est utilisé que pour surligner le titre de l'article dans l'introduction, une seule fois.
- L'italique est rarement utilisé : mots en langue étrangère, titres d'œuvres, noms de bateaux, etc.
- Les citations ne sont pas en italique mais en corps de texte normal. Elles sont entourées par des guillemets français : « et ».
- Les listes à puces sont à éviter, des paragraphes rédigés étant largement préférés. Les tableaux sont à réserver à la présentation de données structurées (résultats, etc.).
- Les appels de note de bas de page (petits chiffres en exposant, introduits par l'outil «  Source ») sont à placer entre la fin de phrase et le point final[comme ça].
- Les liens internes (vers d'autres articles de Wikipédia) sont à choisir avec parcimonie. Créez des liens vers des articles approfondissant le sujet. Les termes génériques sans rapport avec le sujet sont à éviter, ainsi que les répétitions de liens vers un même terme.
- Les liens externes sont à placer uniquement dans une section « Liens externes », à la fin de l'article. Ces liens sont à choisir avec parcimonie suivant les règles définies. Si un lien sert de source à l'article, son insertion dans le texte est à faire par les notes de bas de page.
- La présentation des références doit suivre les conventions bibliographiques. Il est recommandé d'utiliser les modèles {{Ouvrage}}, {{Chapitre}}, {{Article}}, {{Lien web}} et/ou {{Bibliographie}}. Le mode d'édition visuel peut mettre en forme automatiquement les références.
- Insérer une infobox (cadre d'informations à droite) n'est pas obligatoire pour parachever la mise en page.

Pour une aide détaillée, merci de consulter Aide:Wikification.
Si vous pensez que ces points ont été résolus, vous pouvez retirer ce bandeau et améliorer la mise en forme d'un autre article.
L'IS-7, connu sous le nom d'Objet 260 durant son développement, était un prototype de char lourd développé par l'Union soviétique à la fin des années 1940. Son poids trop important pour la plupart des ponts et la complexité logistique que cela entraînait, son coût de fabrication prohibitif et ses problèmes moteurs mirent fin au projet.

## Histoire et conception
En février 1945, le commissariat du peuple à l’industrie des blindés ordonna au SKB-2 le développement d’un nouveau char lourd pour succéder à l’IS-4, alors encore connu sous le nom d'Objet 701 car étant encore en développement. Dans ce contexte, le développement de l’Objet 703 ou Kirovets-1, basé sur l’IS-2 fut privilégiée. Ce char lourd fut accepté en service fin mars 1945 sous l'appellation d’IS-3.
Le projet de l'IS-7 a débuté en 1945 et réalisé sous la supervision de Nikolaï Federovich Sachmurin.
Comme ses prédécesseurs, -IS-4 et autres- il devait être conçu pour percer les lignes ennemies. Il était l'un des chars les mieux conçus et blindés de son époque.
Les prototypes de 1946 ont été produits par les usines N°100 et Léningrad-Kirov (LKZ), les prototypes de 1948 ont été fabriqués par l'Usine Léningrad-Kirov. 
Néanmoins, en 1948, tous les projets des Objet 260 et variantes sont stoppés, en faveur du T-10, moins coûteux à produire et moins lourd.

## Descriptions techniques

### Caisse et tourelle
L'IS-7 est constitué de blindage moulé et laminé. Il y a eu deux types de caisses et de tourelles différentes, l'Objet 260 (maquette réalisée en bois à taille réelle) et l'IS-7 réalisé en 6 exemplaires selon des estimations. 
La tourelle de l'IS-7 est moulée, sa caisse est construite de plaques d'acier laminé soudées. Son blindage est au minimum de 20 mm (plancher du char) jusqu'à 350 mm à 0° pour le mantelet, le blindage maximal anglé est de 150 mm à 65° pour le frontal de caisse. Certains endroits de la caisse subsiste un blindage espacé (plaques extérieures de 15 mm). Il pouvait être utilisé comme rangements et réservoirs de carburant gonflables.

### Armement
L'IS-7 a une capacité de survie très élevée, de par son blindage, aussi par ses nombreuses mitrailleuses disposées autour du char, mais surtout par son canon principal, un canon rayé S-70 de 130 mm à 54 rainures, -il s'agissait d'abord d'un canon S-26 de 130 mm, suggéré par Joseph Kotine- il fut développé sur la base d'un canon naval. Ses obus étaient les OF-482F, BR-482M, BR-482B et BR-482, leur vitesse était de 900 m/s et leur masse de 33,4 kg. Ses angles d'élévation et de dépression sont respectivement de +11° et de -6°.
Il disposait d'un frein de bouche à « mailles » d'abord à 7 cavités par ligne, abaissé à 5, là aussi il était l'un des premiers à en être équipé. Une ventilation est installée dans la tourelle pour évacuer les fumées générées par les tirs.
Il disposait d'un nouveau type de râtelier de munitions, semi-automatique placé derrière la culasse, il contenait 6 obus et 6 charges, il offrait une capacité de tir plus soutenue mais une fois vide, le temps de rechargement par les deux chargeurs était long. Le reste des obus étaient dispersés dans le char. Il pouvait transporter 31 obus, un dans la chambre, 24 dans les différents râteliers, et 6 dans le carrousel.
Son armement secondaire est composé de 6 mitrailleuses disposées autour du char, 2 mitrailleuses KPVT de 14,5 mm, l'une en coaxial au-dessus du canon, l'autre sur un bras pliable sur le toit en DCA (défense anti-aérienne). 2  mitrailleuses coaxiales SGS 43 de 7,62 mm sur les flancs de la caisse, dirigées vers l'avant, 2 autres SGS 43 coaxiales sur les flancs de tourelle, dirigées vers l'arrière. Le nombre probable de munitions transportées est de 1000 pour les mitrailleuses KPVT et de 6000 pour les SGS 43.

### Mobilité

#### Moteur
L'IS-7 a été équipé d'un moteur Diesel 4 temps M-50T de 12 cylindres en V, à refroidissement liquide. Il développait 1 050 ch à 1 850 tr/min. Ce qui lui permettait d'atteindre 60 km/h sur route ainsi que 32 km/h sur terrain accidenté, ces performances sont plus qu'honnêtes pour un char de 68 tonnes.

#### Transmission
La transmission se composait d'une boîte de vitesses à 10 vitesses, 8 avant ainsi que 2 arrière. La transmission est gérée par un train épicycloïdal planétaire à deux étages de réduction.

#### Suspension
La suspension est à barres de torsion posée sur 7 galets doubles de chaque côté avec des amortisseurs hydrauliques à tous les galets. Les galets dentés arrière sont les galets motrices. Pour la première fois sur des chars soviétiques, des bagues en caoutchouc sont utilisées entre les boulons qui maintiennent les morceaux de chenilles ensemble.
L'une des particularités de cette suspension est l'absence de galets de support, suspension qui n'est pas sur l'IS-3 ou l'IS-4 par exemple.
Sa pression au sol est de 0,97 kg/cm2.

## Capacités
Grâce à ses 15,45 ch/t l'IS-7 pouvait franchir :          
1. Un gué de 150 cm.
2. Une pente de 30°
3. Un mur de ?
4. Une tranchée de ?

## Variantes
- Object 261-1, puis Object 261, châssis d'IS-7 avec une casemate fermée montée à l'avant, disposant d'un canon M-31 de 152 mm avec une vitesse de 880 m/s. (probablement l'un des modèles de l'image (hyperlien)).
- Object 261-2, puis Object 262, châssis d'IS-7 avec une casemate semi-ouverte montée à l'arrière disposant d'un canon de M-48 de 152 mm, vitesse initiale de 1000 m/s.
- Object 261-3, (aurait probablement été renommé en Object 264, si le projet avait continué ou abouti), similaire à la version précédente à l’exception du canon, ici un canon naval de 180 mm MU-1, -Il avait les mêmes propriétés que le canon B-1-P- vitesse initiale 920 m/s.
- Object 263, châssis d'IS-7 en tant que canon automoteur lourd avec un canon de 130 mm S-70A, une version modernisée du canon B-7 de 130 mm.
- Object 269, projet d'un canon automoteur lourd avec un canon M-31A de 152 mm. Aucune donnée concrète, aucun plan ou ébauche le concernant, probablement en raison de l'année du projet, 1950, après l'abandon du projet IS-7.

## Exemplaires existants
À ce jour le seul exemplaire encore conservé se trouve au musée des Blindés de Koubinka.

## Culture populaire/ jeux vidéo
Dans le jeu War Thunder, l'IS-7 est présenté comme un char lourd de rang V.
Dans le jeu World of Tanks:
- L'IS-7 est présenté comme un char lourd de rang X.
- L'Object 260 est présenté comme un char de rang X, récompense de la première partie des missions de la campagne.
- L'Object 263 apparaît comme un chasseur de chars lourd de rang X.
- L'Object 261 exposé en tant que canon automoteur de rang X. (Sa réelle désignation devrait être Object 261-3).

## Sources
- fighting-vehicles (en)
- intelfortanks (en), (fr)
- ftr-wot.blogspot (en)
- www.reddit.com/r/WorldofTanks (en)
- https://tanks-encyclopedia.com/coldwar/USSR/is-7-object-260 (en)
- Inside the Chieftain's Hatch: IS-7 Part 1 (en)
- Inside the Chieftain's Hatch: IS-7 Part 2 (en)
- Russia's UNSTOPPABLE Heavy Tank, the IS-7 | Cursed by Design (en)